# 진안 마이산 줄사철나무 군락
마이산 줄사철나무 군락지는 대한민국의 천연기념물이다.

## 생태환경
마이산이 있는 진안의 은수사에는 천연기념물 380호로 지정된 줄사철군락지가 있다. 군식성 식생으로 생태학적 중요성을 인정하여 지정했는데 보호 소재지는 전북 진안군 마령면 동촌리 산 18번지이고 지정일은 1993년 8월 19일, 지정면적은 171m2으로 등록되어 있다. 줄사철나무는 노박덩굴과에 속하는 상록활엽의 덩굴식물로 줄기가 나무나 바위를 덩굴처럼 기어오르며 자란다. 5〜6월에 연한 녹색 꽃이 피며 열매는 10월에 연한 노란색으로 익는다. 은수사의 줄사철나무 군락지는 대한민국 내륙 지방에 분포하고 있는 줄사철나무의 북방한계지이고 노목과 군락을 이루고 있어 학술적, 생태학적으로 귀중한 자료로 인정되어 천연기념물로 지정되었다.
문화재청은 2008년 4월 15일 마이산 줄사철나무 군락지에서 진안 마이산 줄사철나무 군락로 변경하였다.

## 같이 보기
- 은수사
- 마이산

## 참고 자료
- 「한국의 천연기념물」, 은수사의 청실배나무,  이경준 저, 아카데미서적(2006년, 199~203p)
- 「행복한 가족여행 만들기」, 진안 마이산, 유철상 저, 성하출판(2005년, 187~191p)